# Camponotus fellah

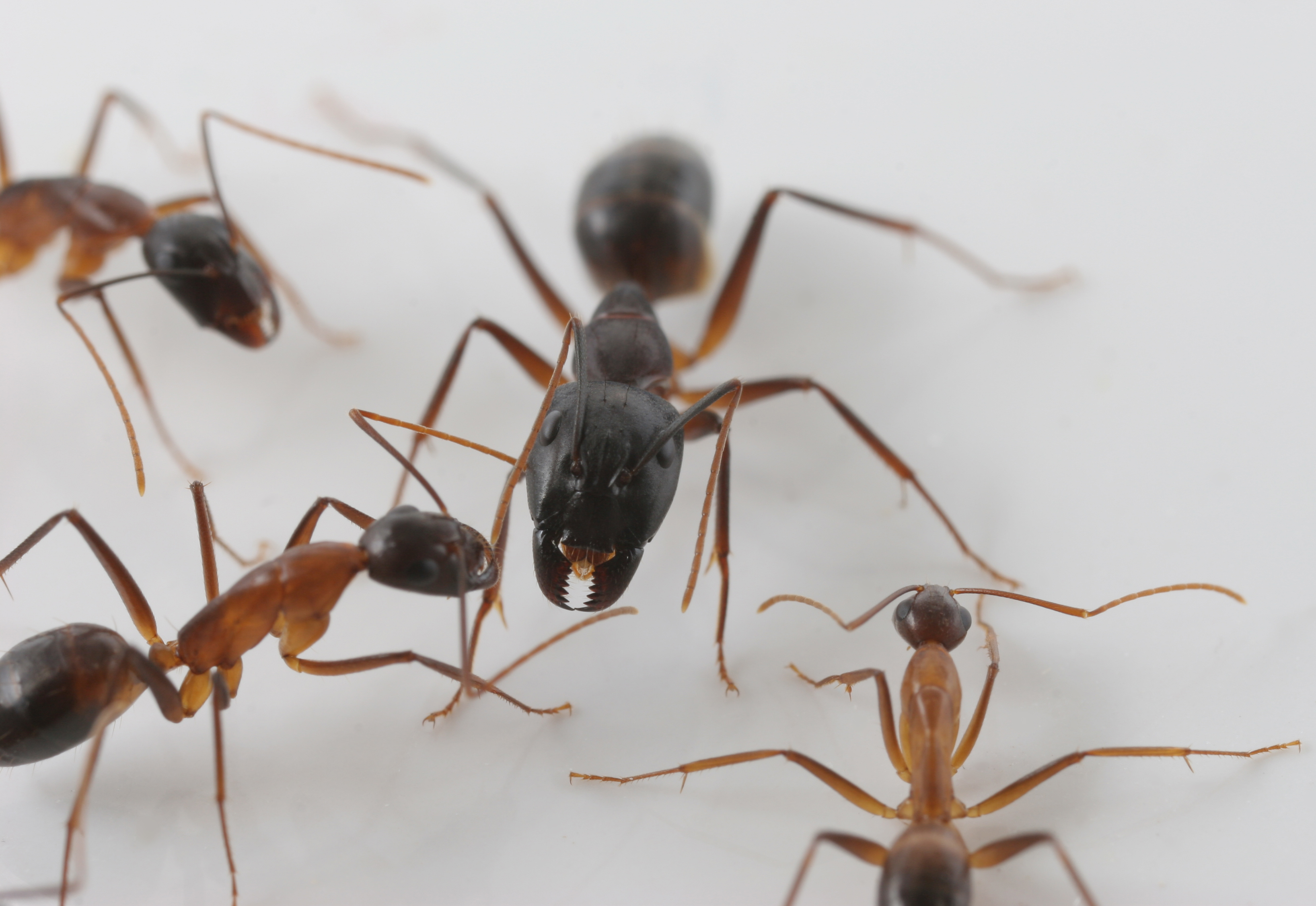
Полиморфизм рабочих

Camponotus fellah (лат.) — вид земляных муравьёв рода Camponotus (подрод Tanaemyrmex) из подсемейства формицины (Formicidae). Обитатель аридных регионов Западной Палеарктики. До 1971 года рассматривался как подвид других видов (Camponotus oasium и C. maculatus). Любители держат их в неволе, создавая комнатные муравейники. Этот крупный вид муравьёв часто используется в исследованиях поведенческих паттернов муравьёв и в исследованиях жизненного цикла.

## Распространение
Встречаются в Северной Африке (Египет) и Азии (Ближний Восток): на территории Аравийского полуострова, Израиля, Иордании, Ирака, Ирана, Ливана, ОАЭ и Сирии.

## Описание
Длина тела рабочих муравьёв от 7,8 мм у мелких рабочих до 17,2 мм у крупных солдат и маток, длина головы от 1,91 до 4,69 мм, ширина головы от 1,29 до 4,61 мм, длина скапуса усика от 2,38 до 3,59 мм. Окраска тела изменчива в разных гнёздах: от красновато-коричневой до буровато-чёрной. Жвалы треугольной формы. Нижнечелюстные щупики у самок, рабочих и самцов состоят из 6 члеников, а нижнегубные — из 4. Стебелёк между грудкой и брюшком состоит из одного членика (петиолюс), несущего вертикальную чешуйку. Жало отсутствует.

## Биология
Camponotus fellah это моногинный вид, в семьях которого только одна яйцекладущая матка с полиморфными рабочими. Как и у некоторых других видов рода Кампонотус, матки C. fellah спариваются лишь с одним самцом. Этот вид — хищники и собиратели падали, обитатели полупустынь и пустынь, их муравейники располагаются в земле. Колонии обычно гнездятся в сухих и теплых биотопах, включая прибрежные дюны и пустыни.
В лабораторном гнезде матка Camponotus fellah прожила рекордные 26 лет.
Распознавание соплеменников по муравейнику происходит благодаря обмену низколетучими кутикулярными углеводородами. Изолированные рабочие не могут часто обмениваться углеводородами с другими муравьями из своего гнезда и их углеводородные профили отличаются от профиля колонии. После 20—40 дней изоляции углеводородные профили рабочих расходятся до такой степени, что они больше не принимаются колонией. Тем не менее, агрессия снижается, если изолированные рабочие подвергаются воздействию воздушного потока из колонии, что указывает на то, что летучие химические вещества в гнезде также способствуют распознаванию товарищей по гнезду.

### Трофаллаксис

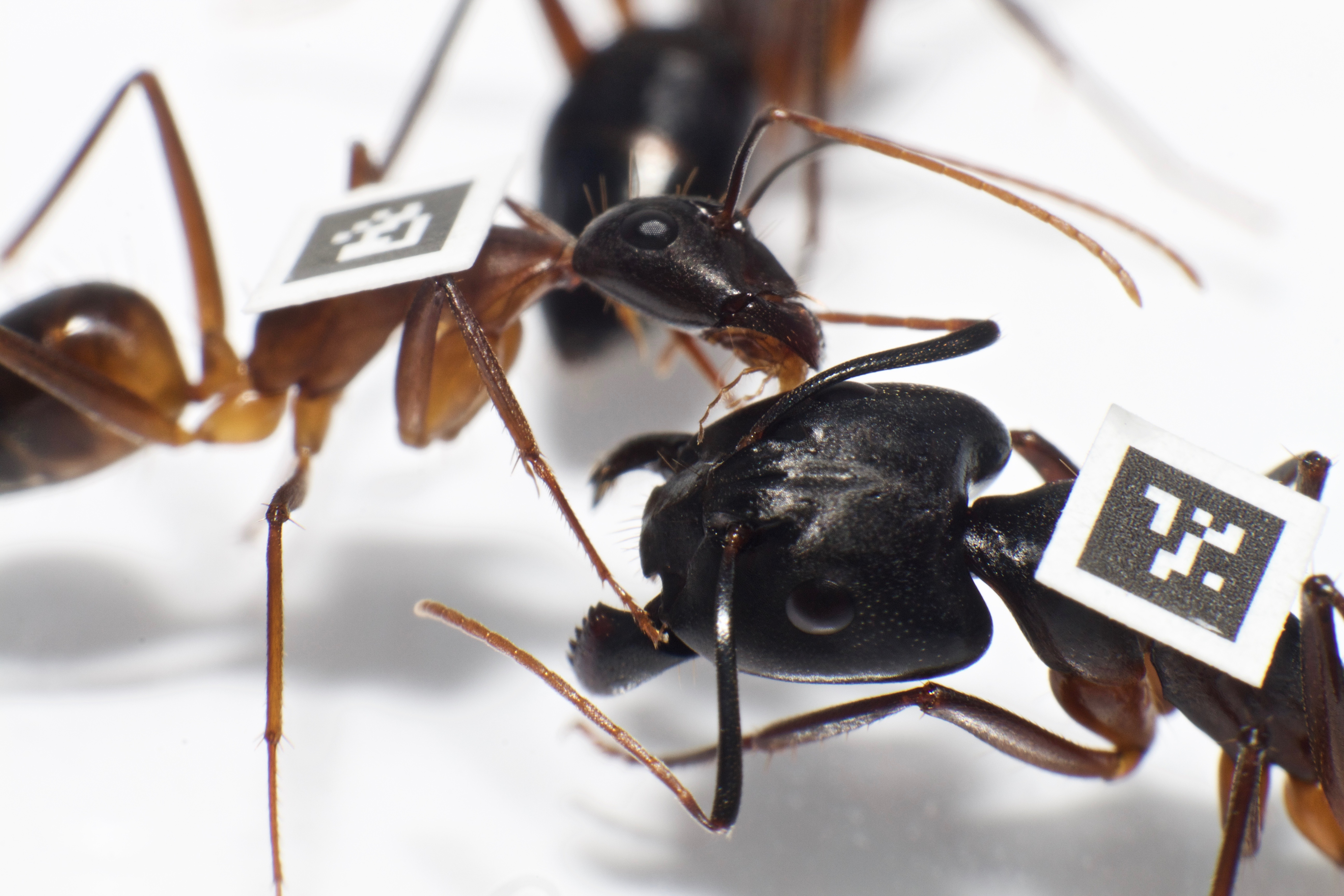
Индивидуальные метки

Трофаллаксис — перенос и передача жидкой пищи изо рта в рот — является основным механизмом распространения пищи в колониях муравьев. У Camponotus fellah трофаллактическая сеть передачи корма в колонии была количественно определена путем комбинирования уникальной маркировки особей с флуоресцентно маркированной пищей. Эта процедура показала, что передающий поток может менять направление во время процесса трофалаксиса, и что фуражиры получают (а также отдают) корм. Фуражиры часто покидают гнездо после того, как отдают лишь небольшое количество корма из своего зоба. Кроме того, подавляющее большинство случаев трофалаксиса были непродолжительными, возможно, для поддержания запаха колонии, а не для распространения пищи. Когда углеводородные профили членов колоний Camponotus fellah искусственно изменены, колония достигает гомогенности быстрее, чем виды, у которых трофаллаксис редок, например у Aphaenogaster senilis. Поддерживая гомогенные углеводородные профили, трофалаксис обеспечивает единство и связность колоний. Вовлечение рабочих в социально сплачивающий трофалаксис может быть подкреплено уровнями октопамина в головном мозге. Обычно после изоляции, по возвращении в колонию, рабочие проводят трофаллаксис с повышенной частотой. Однако, если рабочие получают октопамин, этого увеличения числа актов трофаллаксиса не наблюдается.

### Социальная структура
Комбинация автоматического отслеживания поведения и анализ социальных сетей показали, что социальные сети колонии состоят из трех сообществ: сообщества нянек муравьиной матки и молодых рабочих, которые заботятся о выводке, сообщества фуражиров из старых рабочих, покидающих гнездо для поиски корма, и сообщества рабочих-уборщиков, специализирующихся на содержании гнезда, его уборки и чистке. Эта структура возникает из-за возрастных изменений в поведении отдельных рабочих.
Социально изолированные рабочие быстро теряют вес и демонстрируют сокращение продолжительности жизни и изменения в поведении, в том числе учащение передвижения. Этот эффект заметно снижается, когда рабочие изолированы хотя бы с одним другим муравьём.

### Обучение и память
В целом муравьи в значительной степени полагаются на обонятельные сигналы и имеют хорошо развитые обонятельные центры в своем мозгу. C. fellah экспериментально обучали ассоциировать запахи с усилителями вкуса в лабораторных условиях. Они выбирают ветвь Y-лабиринта в соответствии с запахами, которые они научились ассоциировать с вкусовой наградой.

### Навигация
Фуражируя по земле, рабочие муравьи для навигации в значительной степени полагаются на зрение. Под землёй рабочие сочетают пространственную память, химические сигналы и гравитацию. Столкнувшись с препятствием, рабочие динамически корректируют, на какие из этих источников информации они полагаются, посредством индивидуального и коллективного обучения.

### Локомоция
Размер и форма тела в разной степени влияют на локомоционное поведение у подкаст рабочих (мелкие, средние, крупные рабочие) и у самцов. Тем не менее, муравьи C. fellah используют одну и ту же общую стратегию передвижения: самцы и крупные рабочие достигают значительно более низкой скорости ходьбы, чем мелкие и средние. Таким образом, размер тела в основном влияет на скорость ходьбы. Маленькие рабочие достигают наивысших относительных скоростей за счёт большой относительной длины шага в сочетании с большими вертикальными и боковыми колебаниями центра масс и явно более высокой частотой шагов до 25Гц. Локомоция самцов характеризовалась явно меньшей скоростью ходьбы, более широким расположением следа, значительным сдвигом фаз и заметным волочением более коротких задних ног.

### Микробиота
Camponotus fellah, как и все исследованные виды муравьёв кампонотус, является носителем внутриклеточных эндосимбиотических бактерий из рода Blochmannia (Enterobacterales). Этот эндосимбионт способствует питанию хозяина, рециркулируя азот и используя его в биосинтезе аминокислот, и, когда количество симбионтов экспериментально снижено, рост колоний уменьшается. Blochmannia содержится в специализированных клетках (бактериоцитах) эпителия средней кишки и передается исключительно горизонтально. Поскольку ближайшими сестринскими таксонами Blochmannia являются эндосимбионты насекомых, питающихся соками растений, а муравьи часто ассоциируются с такими насекомыми (например, тлями), возможно, что предок Blochmannia был приобретен предком Camponotini от насекомых, питающихся соками растений.

## Классификация
Вид был впервые описан в 1893 году австрийским энтомологом Карлом Вильгельмом фон Далла Торре (1850—1928) как инфраподвидовая форма под названием Camponotus oasium var. fellah Dalla Torre, 1893. Включён в состав подрода Tanaemyrmex. C. fellah сходен с такими видами как Camponotus xerxes, Camponotus thoracicus sensu lato и Camponotus oasium, но отличается от них наличием отстоящих волосков на нижней стороне головы. В 1971 году впервые получил видовой статус.